# هامور مجزع
الهامور المُجَزِّع أو هامور أبيض التبقيع (الاسم العلمي Epinephelus ongus)، نوع سمك من الهامور وفصيلة القرفصية. ينتشر الهامورالمجزع على نطاق واسع في جميع أنحاء البحار الاستوائية لمنطقة المحيط الهادي الهندي من الساحل الشرقي لأفريقيا إلى جزر تونغا وهو غير موجود في ولاية البحر الأحمر. طوله نحو 40 سم.
```
وهي عادةَ ما تأوي عددًا من 
الطفيليات
. وليس هناك معلومات كافية عن نوع تلك الطفيليات
[
5
]
[
6
]
```